# Kendži Honnami
Kendži Honnami (* 23. červen 1964) je bývalý japonský fotbalista.

## Klubová kariéra
Hrával za Gamba Osaka, Tokyo Verdy.

## Reprezentační kariéra
Kendži Honnami odehrál za japonský národní tým v roce 1994 celkem 3 reprezentační utkání.

## Statistiky
| Japonsko | Japonsko | Japonsko |
| Roky     | Záp.     | Góly     |
| -------- | -------- | -------- |
| 1994     | 3        | 0        |
| Celkem   | 3        | 0        |